# Lago de los Bosques
El lago de los Bosques (del inglés: Lake of the Woods), en francés: Lac des Bois, es un lago que ocupa parte de la superficie de las provincias canadienses de Manitoba y Ontario, y el estado de Minnesota, en los Estados Unidos. Separa una porción de tierra estadounidense, el Northwest Angle (Ángulo del Noroeste), del resto de los Estados Unidos, de tal forma que sólo se puede llegar a este lugar atravesando el lago o cruzando previamente la frontera canadiense. El Northwest Angle es la parte más septentrional de los Estados Unidos si se exceptúa el estado de Alaska.
El lago es alimentado por el río Rainy (137 km) (en español, «río Lluvioso»), el lago Shoal, el lago Kakagi y otros ríos menores. Desagua en el río Winnipeg, y a través de él, en el lago Winnipeg (y finalmente, vía río Nelson, en la bahía de Hudson).
El lago de los  Bosques tiene una superficie de 4350 km², 110 km de longitud, alrededor de 95 de ancho y unos 105 000 km de costa (incluyendo las islas interiores), siendo ésta la mayor línea de costa de todos los lagos de Canadá (si bien el lago no se encuentra íntegramente en Canadá). En su interior hay 14 552 islas, que albergan diversas especies de pájaros, como, por ejemplo, el pelícano blanco americano.